# 倉敷ダム

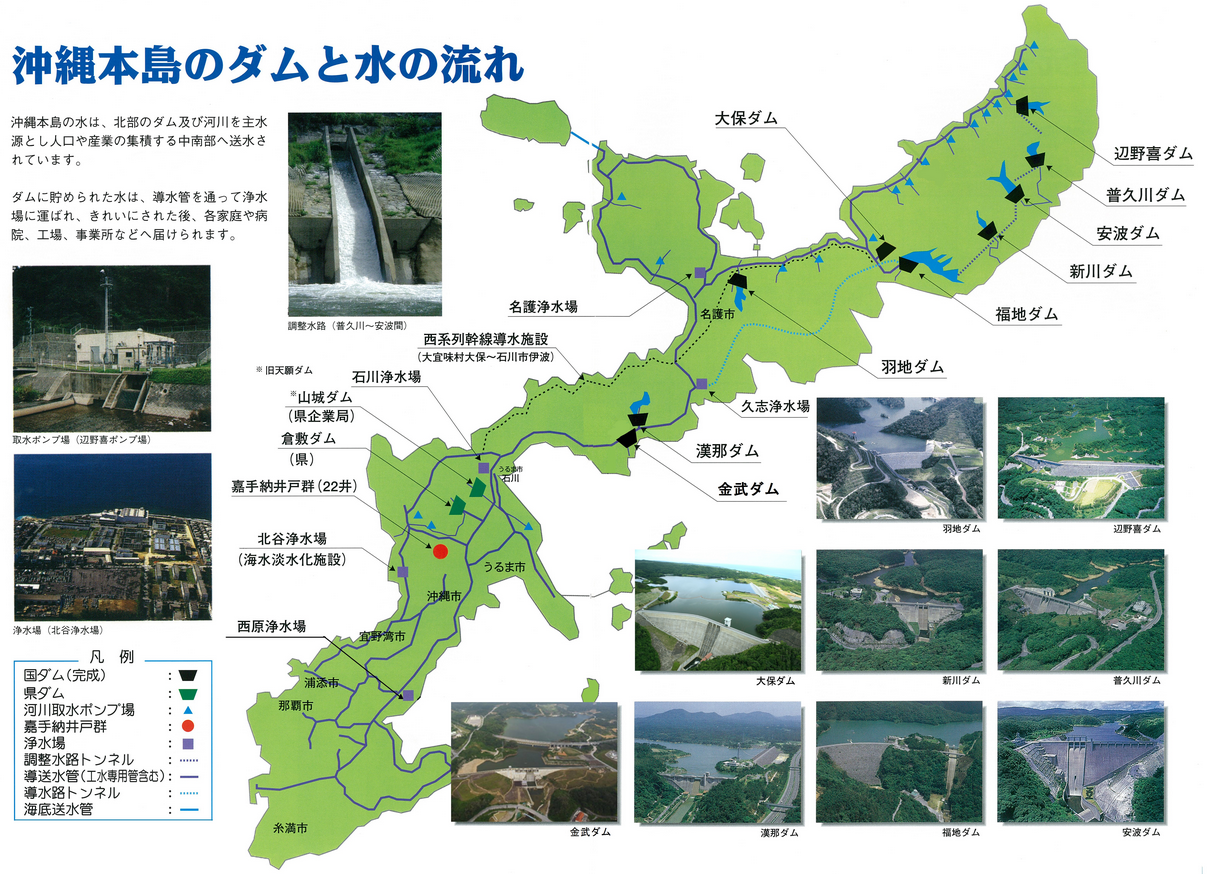
沖縄島のダムと水の流れ (沖縄総合事務局)

瑞慶山ダム (1977年空中写真) と工事中の倉敷ダム (1993年空中写真)。左側は嘉手納弾薬庫。

倉敷ダム（くらしきダム）は、沖縄島中部を流れる二級河川・比謝川水系与那原川に建設されたダムである。もとの瑞慶山ダムは嘉手納弾薬庫内にあり、1983年に返還され、瑞慶山ダムを置き換えるダム再開発事業として建設された。沖縄県が管理する洪水調節、不特定利水、及び上水道を目的とした補助多目的ダムである。与那原川だけでなく沖縄島北部の河川から導水管を通して運ばれた水を蓄える役割もある。ダム湖である倉敷湖（くらしきこ）は財団法人ダム水源地環境整備センターが選定するダム湖百選に選ばれた。

## 施設概要
ダムの左岸（北東側）にある尾根が薄く、漏水のおそれがあったためこれを防ぐための脇ダムが設置されている。取水塔は首里城公園にある弁財天堂と天女橋をモデルとした外観であり、7段の直線多重式取水設備によって任意の深さから濁りのない水を取り入れることができる。また、出力56キロワットの発電施設があり周辺施設の管理用電力をまかなっている。
- 左岸:沖縄県うるま市字石川楚南地先
- 右岸:沖縄県沖縄市字倉敷地先

## 展望タワー

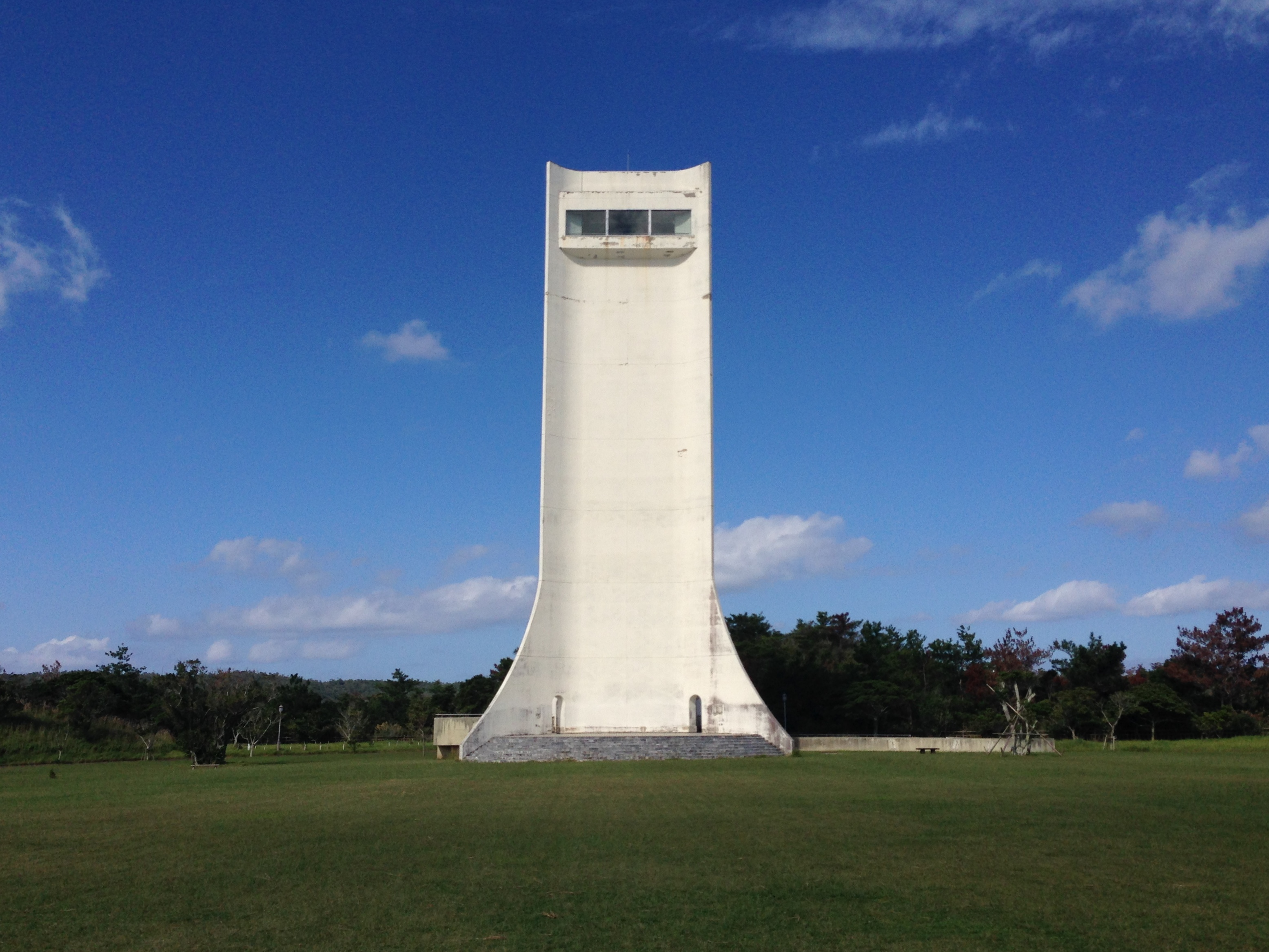
点検用道路のかわりとなる展望タワー

ダム周辺は米軍基地（嘉手納弾薬庫地区）でありダムの点検用道路が整備されていない。このため高さ41.5mのタワーを建ててダム管理に用いており、展望室（高さ36m）が一般に無料公開されている。公開時間は午前10時から午後4時30分で、年末年始に休館日がある。展望室は標高109mに当たり、沖縄本島中部一帯が見渡せる。

## 周辺施設
うるま市や沖縄市などの都市に近いことからダムの周囲は市民の憩いの場として整備されている。但し、ダム湖を取り巻く丘陵地とはほぼ全域がアメリカ軍施設の嘉手納弾薬庫地区であり立ち入りが制限されている。
- ヤンバルムイ：　山原の森公園
- アシビバル：　倉敷ダム下流広場
- ナカユクイバル：　自然ふれあい広場
- 魚道
- 資料館
- クムイナガミドゥクル：　半島湖畔の広場
- 展望タワー
- 瑞慶山増圧ポンプ場

## 歴史
1961年、瑞慶山ダムが完成し沖縄島南部の水源として利用されていたが、ベトナム戦争や沖縄返還の経済効果などによって水需要が増加し続け水不足が慢性化した。このため1982年（昭和57年）から1991年（平成3年）にかけて実施された第2次沖縄振興開発計画の一環として瑞慶山ダムの大型化が進められることになった。当初はダムのかさ上げによる対応が検討されたが、ダムに漏水が発生していたことと周辺地層に水を透過させる透水層があったことなどから旧ダムの下流直下に新ダムを建設することになった。1982年（昭和57年）に事業が始まり1989年（平成元年）3月に着工され1995年（平成7年）2月13日に完成した。同年12月31日には周辺整備のためアメリカ軍用地の一部が返還されている。新しいダムは完成するまで瑞慶山ダムと呼ばれていたが、1996年（平成8年）4月1日の管理開始を以て倉敷ダムと名付けられた。
1987年1月22日、倉敷ダム建設の水抜き工事が行われ、ダムの水底から28年ぶりに旧倉敷の集落が姿を現した。沖縄戦以前までは、46数世帯が暮らす倉敷の集落があったが、沖縄戦で米軍に接収され嘉手納弾薬庫となり、1958年には米国民政府がダム建設を通告した。倉敷集落をしのび、ダムにその名が残された。

## 事件・事故
2022年2月18日、ダムから725発の不発弾とドラム缶2本が見つかったことが発表された。ダムの水は北谷浄水場を経由し市町村45万人に飲料水として供給されているため、県企業局は取水を停止した。また取材によって2009年にも不発弾を含む小銃弾2,387発やと砲弾の破片などが見つかっていたが、当時のダム管理記録には、沖縄防衛局や県企業局への連絡や報道発表をした記録はなかった。